# Krakatau Records
Krakatau Records ist ein in Berlin beheimatetes Techno-Label, das von den Mitgliedern der Band Bodi Bill 2011 gegründet wurde.

## Geschichte
Anfangs nutzten Bodi Bill das Label, um von ihrem Hauptlabel Sinnbus unabhängige Releases zu tätigen. Die erste Veröffentlichung war eine Remix-EP der Singles I Like Holden Caufield und One or Two Ghosts. Die sich darauf befindenden Remixe stammten von Freedarich, Lake People, Phon.o, Thomalla und Siriusmo.
Größere Aufmerksamkeit erhielt das Label mit der Lake People Point-EP und der Hundreds Aftermath Remixes-EP mit Remixen von Christian Löffler, Robag Wruhme, The/Das und Brandt Brauer Frick.
Krakatau veröffentlichte Tracks und Remixe von Bodi Bill, Freedarich, Apparat, Siriusmo, Hundreds, Lake People, Thomalla, Robag Wruhme, Brandt Brauer Frick, Christian Löffler, Uffe, Benjamin Damage, Vaal, Phon.o und The/Das.